# جون جنكينز (لاعب كرة قدم أمريكية أمريكي)
جون جنكينز (بالإنجليزية: John Jenkins)‏ هو لاعب كرة قدم أمريكية أمريكي، ولد في 11 يوليو 1989 في ميريديان في الولايات المتحدة.

## وصلات خارجية
- جون جنكينز على موقع مرجع كرة القدم المحترفة.كوم (الإنجليزية)